# ワーキングビークルズ
『ワーキングビークルズ』（WORKING VEHICLES）は、ぽると出版が発行する商用車の専門雑誌。

## 概説
創刊は1996年8月1日。当初は年4回発行だったが、2000年秋からはページ数を減らし、年3回発行。タクシー、トラック、消防車など、バスを除く様々な商用車に関する情報を扱っている。商用車の新モデルの紹介記事もある。入手方法は『バスラマ』同様、大手書店限定で通信販売も可能。